# Uddaka Ramaputta

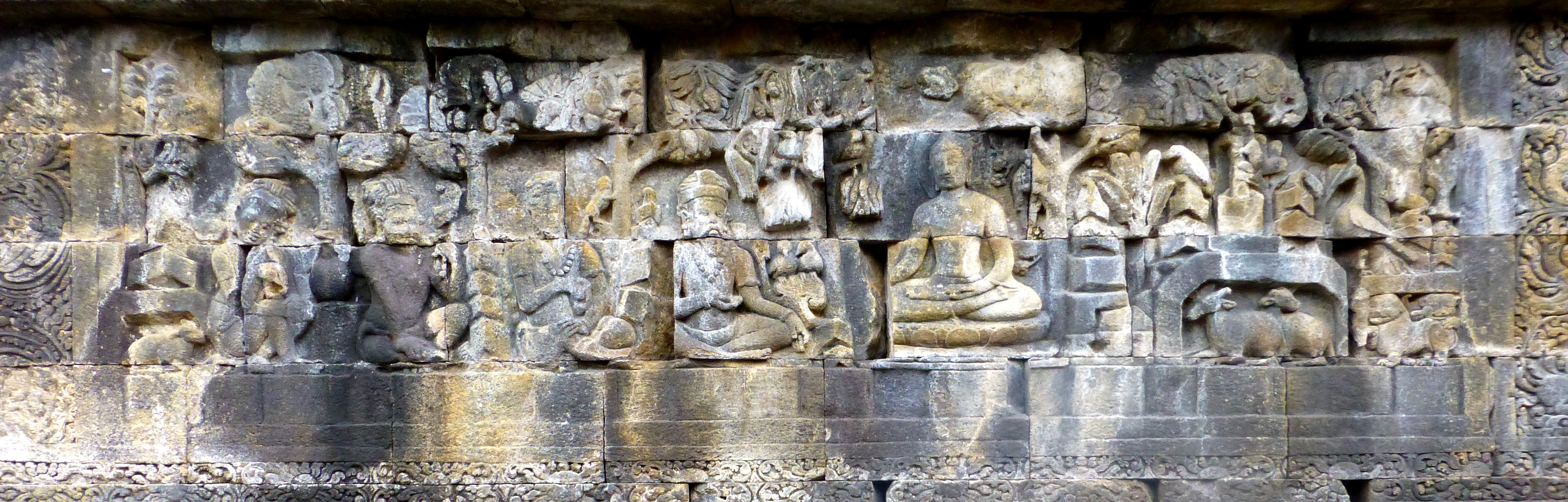
Siddhattha rencontre l’ascète Uddaka Ramaputta (Rudraka Ramaputra). Un des bas-reliefs racontant les étapes qui ont précédé l'Éveil, Lalitavistara, Temple de Borobudur, premier corridor, mur principal.

Uddaka Rāmaputta (pāli), Udraka Rāmaputra ou Rudraka Rāmaputra(sanskrit IAST) ainsi que son nom le laisse supposer, était de la lignée de Rāma. Il  résidait dans la région de Rajagriha (aujourd’hui Rajgir) alors capitale du royaume de Magadha (aujourd’hui district de Nalanda, dans l’État du Bihar en Inde). Il  enseignait les techniques de méditation, à l’époque de Siddharta Gautama.
Selon les textes anciens du canon pāli, le futur Bouddha,  après son départ  de Kapilavastu, a d’abord suivi  l’enseignement de l’ascète Arada Kalama, dans l’ancienne cité de Vesali (aujourd’hui Vaisali, auprès duquel il a atteint dhyāna (pāli : jhāna), le septième membre du raja yoga,  la "sphère de la méditation profonde ou du  néant". 
Siddhartha aurait pu rester et enseigner aux côtés de son premier maître, qui le considérait comme son égal. Mais il préféra partir afin de poursuivre sa recherche.
Par la suite, il rencontre Uddaka, lui aussi ermite, connu pour avoir  atteint le samādhi (sanskrit IAST et pāli), huitième et ultime étape du raja yoga, , la sphère " sans perception et sans non-perception», l’état le plus profond et le plus subtil ",.
Il suit son enseignement. Une fois encore, le maître est égalé par son disciple. Celui-ci cependant, n'est pas pleinement satisfait, n’ayant pas encore atteint la libération totale. 
Il ne reste pas auprès de Uddaka et reprend son itinérance pour approfondir sa recherche,,.
Il se promet de revoir ses deux maîtres quand il aura atteint l’Éveil.